# Nephthea crassa
Nephthea crassa is een zachte koraalsoort uit de familie Nephtheidae. De koraalsoort komt uit het geslacht Nephthea. Nephthea crassa werd in 1903 voor het eerst wetenschappelijk beschreven door Kükenthal. 